# Ведьмы (фильм, 1990)
«Ведьмы» (англ. The Witches) — художественный фильм в жанре тёмного фэнтези, поставленный режиссёром Николасом Роугом по мотивам одноимённого детского романа Роальда Даля.

## Сюжет
Бабушка рассказывала своему внуку Люку, оставшемуся без родителей, истории о ведьмах. Это нечеловеческие существа, тщательно маскирующиеся под старых женщин. Их характерной особенностью является ненависть к детям, но ведьмы не могут убить их напрямую, только заколдовать.
Однажды Люк встретил настоящую ведьму, но сумел от неё защититься. Когда у бабушки случился приступ диабета, они поехали на морское побережье. И именно в том отеле, где остановились Люк с бабушкой, проходил ежегодный слёт ведьм Великобритании под видом «общества борьбы с жестокостью в отношении детей». Случайно попавшегося им Люка и его приятеля Бруно они превратили в мышей. Таков был план главной ведьмы: превратить всех английских детей в мышей. Но Люк решил побороться с ведьмами. Он украл один из пузырьков с волшебным зельем и подлил его в суп, который готовили специально только для членов общества.
Люк с бабушкой присваивают оставшиеся деньги и адресную книжку ведьм и решают посвятить остаток жизни их полному уничтожению.
В конце фильма мисс Ирвин — последняя оставшаяся ведьма, которую не допустили к обеду за недостаточную злобность — расколдовывает Люка. После того, как к нему возвращается человеческий облик, он просит её расколдовать Бруно.

## В ролях
- Анжелика Хьюстон — мисс Ева Эрнст / Великая Верховная Ведьма
- Май Сеттерлинг — Хельга Ившим, бабушка
- Джейсен Фишер — Люк Ившим
- Роуэн Аткинсон — мистер Стрингер, управляющий отеля
- Билл Патерсон — мистер Дженкинс
- Бренда Блетин — миссис Дженкинс
- Чарли Поттер — Бруно Дженкинс
- Джейн Хоррокс — мисс Энн Ирвин / помощница Верховной Ведьмы
- Энн Лэмтон — Женщина в чёрном
- Анжелик Рокаc — Генриетта